# La maschera dai denti bianchi
La maschera dai denti bianchi (The Iron Claw) è un serial cinematografico in 20 episodi del 1916 diretto da Edward José e George B. Seitz. È considerato un film perduto (tranne che per alcune scene).

## Produzione
Prodotto dalla Edward José Productions (con il nome Feature Film Corporation), il serial di venti episodi fu girato a Jersey City.

## Episodi
1. Artiglio di ferro (The Vengeance of Legar)
2. Padre e figlia (The House of Unhappiness)
3. Barile di cognac (The Cognac Mask)
4. Uomo... o donna? (The Name and the Game)
5. Supplizio di una madre (The Intervention of Tito)
6. Il pappagallo azzurro (The Spotted Warning)
7. Armatura giapponese (The Hooded Helper)
8. La freccia avvelenata (The Stroke of Twelve)
9. Amore... Amore (Arrows of Hate)
10. Lo spettro (The Living Dead)
11. Innocente e colpevole (The Saving of Dan O'Mara)
12. Macchia d'inchiostro (The Haunted Canvas)
13. La camera 307 (The Hidden Face)
14. La dama velata (The Plunge for Life)
15. Il documento segreto (The Double Resurrection)
16. Le 5 dita della mano (The Unmasking of Davy)
17. The Vanishing Fakir (Non distribuito in Italia)
18. The Green-Eyed God (Non distribuito in Italia)
19. The Cave of Despair (Non distribuito in Italia)
20. The Triumph of the Laughing Mask (Non distribuito in Italia)[1]

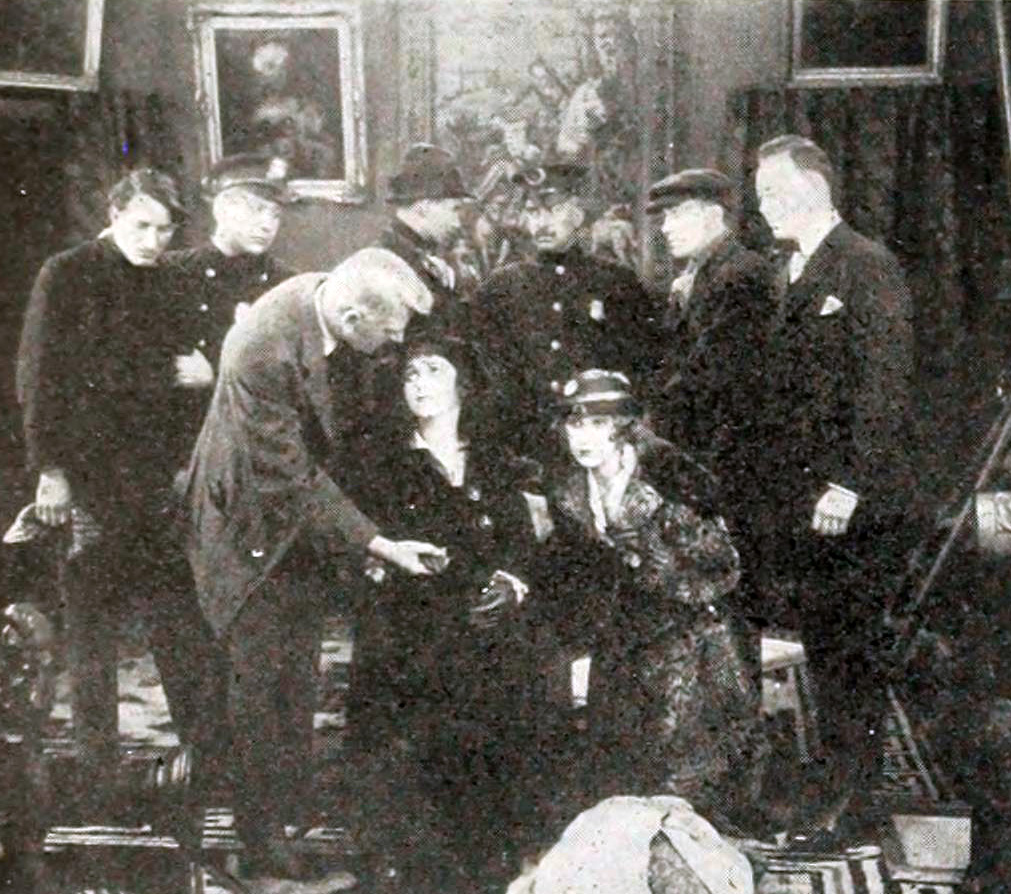
Macchia d'inchiostro (1916)

## Distribuzione
Distribuito dalla Pathé Exchange, il film uscì il 22 febbraio 1916. In Portogallo, venne distribuito con il titolo A Máscara dos Dentes Brancos il 26 ottobre 1922.
Attualmente, è considerato perduto. Una copia incompleta viene conservata negli archivi dell'UCLA. La Sunrise Silents DVD edition ha pubblicato l'episodio ancora esistente, il nº 7, dal titolo The Hooded Helper, in un cofanetto DVD comprendente anche I misteri di New York.